# Gebr. Alexander Mainz
Die Firma Gebr. Alexander. Rhein. Musikinstrumentenfabrik GmbH mit Sitz in Mainz ist nach eigenen Angaben Deutschlands älteste Musikinstrumentenmanufaktur.

## Geschichte
Gegründet wurde der Hersteller von Blechblasinstrumenten 1782 durch Franz Ambros Alexander, der einer französischen Hugenotten-Familie entstammt und aus dem unterfränkischen Miltenberg nach Mainz kam. Er wurde dort in die Handwerkszunft aufgenommen und begann mit der Herstellung von Musikinstrumenten, insbesondere von Orchesterinstrumenten.
Heute ist das Unternehmen in erster Linie bekannt für seine Waldhörner, die bei Hornisten in aller Welt einen herausragenden Ruf genießen. Insbesondere das Modell 103 gilt als das Standardinstrument deutscher Symphonie- und Opernorchester. Zur Produktpalette zählen jedoch  auch Trompeten, Flügelhörner, Wagnertuben, Tenorhörner, Baritone und Tuben.

### 225. Jubiläum

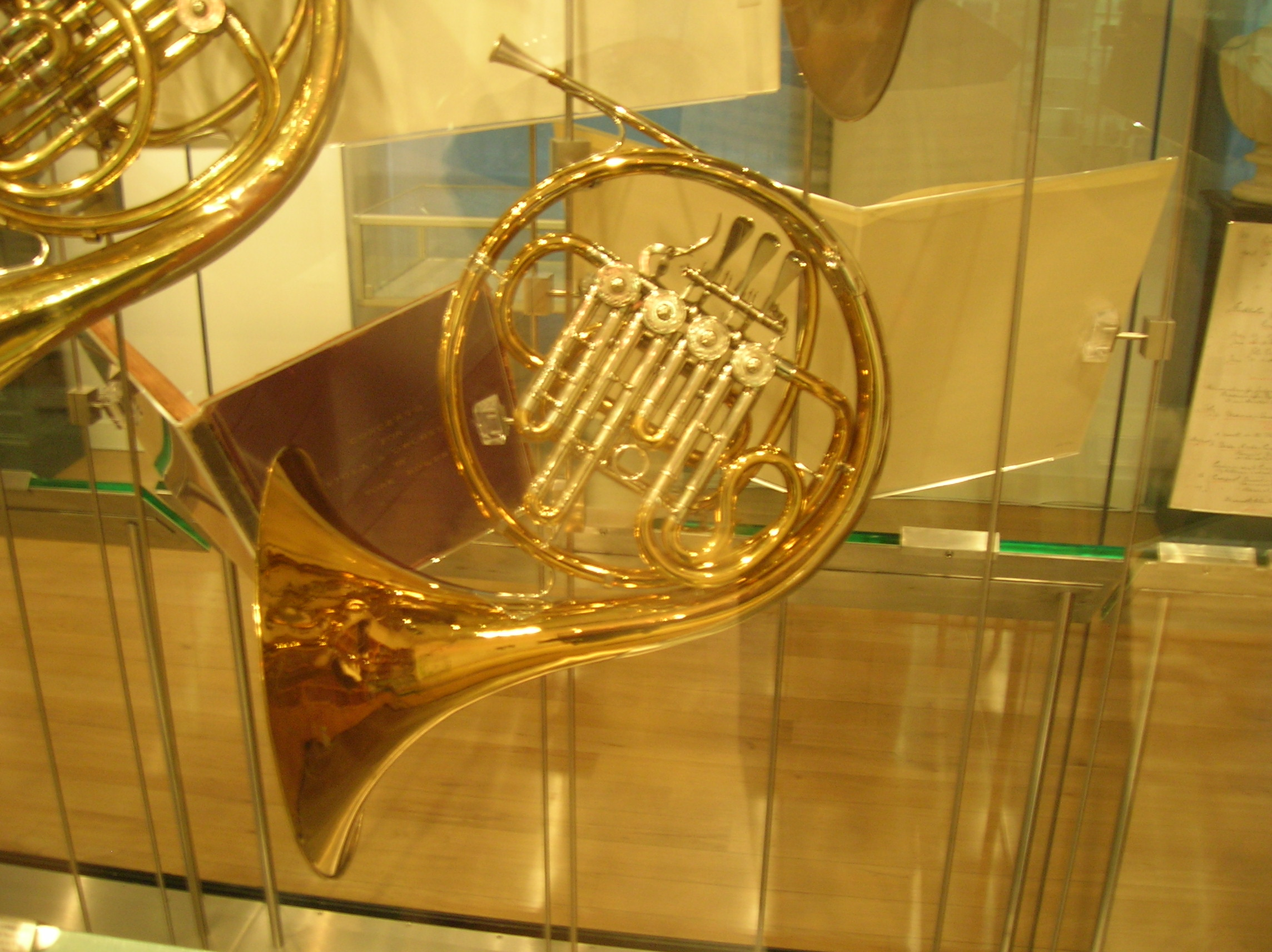
Alexander-Horn

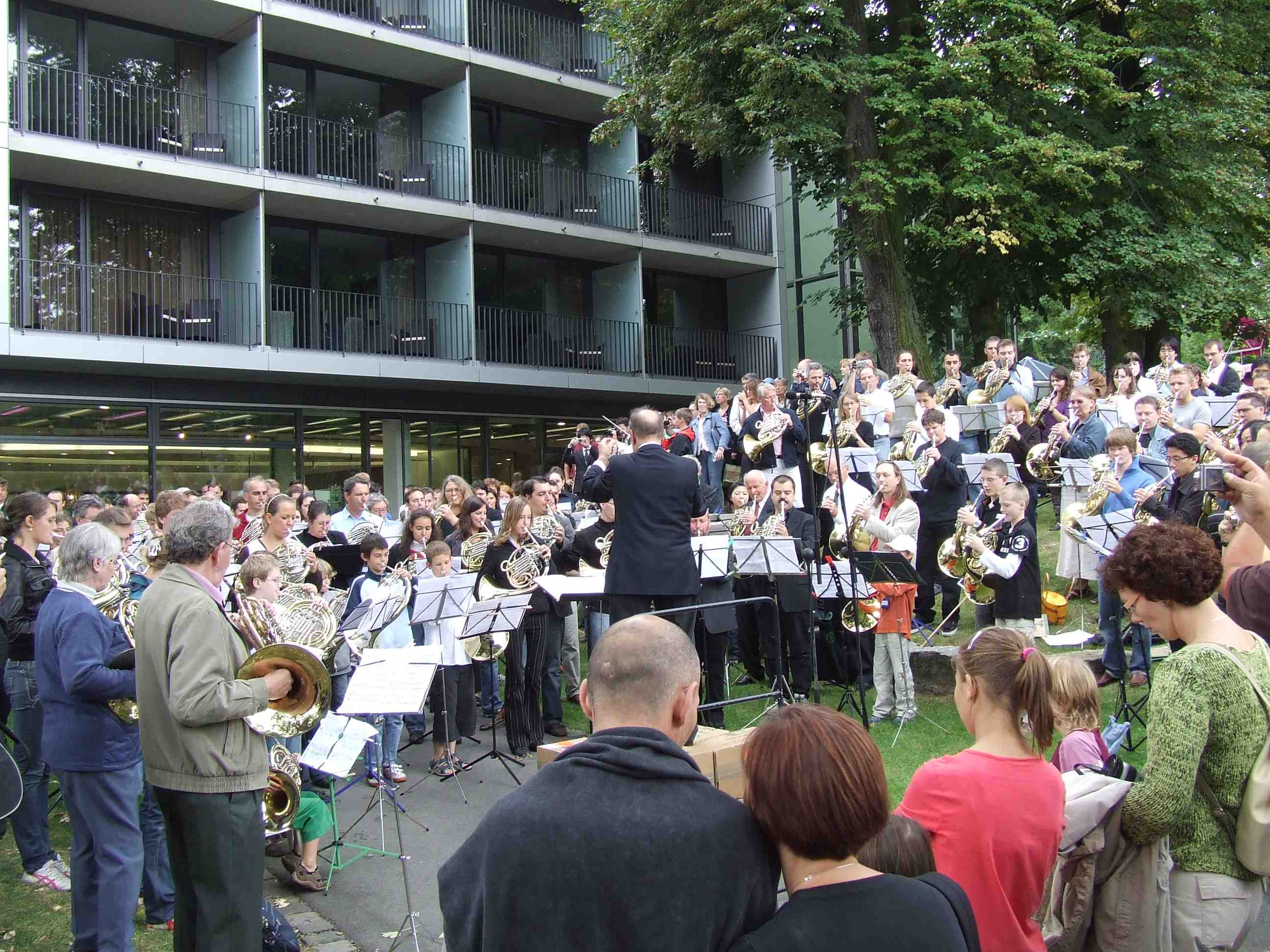
225 Bläser bei der Welturaufführung am 1. September 2007

Anlässlich des 225. Unternehmensjubiläums überreichte der Musikverlag Schott International eine Jubiläumshymne, komponiert von Enjott Schneider als Geschenk. Die musikalische Leitung der Uraufführung am 1. September 2007 während des Weinmarktes im Stadtpark Mainz vor dem Favorite Parkhotel mit 225 Bläsern übernahm Michael Höltzel.
Die 225 Hornistinnen und Hornisten im Alter von 6 bis 85 Jahren, die einem weltweiten Aufruf dazu gefolgt waren, darunter berühmte Hornisten wie Hermann Baumann, Christian Lampert, Wolfgang Gaag und Peter Arnold hatten nur wenige Tage Zeit, um die anspruchsvolle zwölfstimmige Hymne einzustudieren. In der Zwischenzeit hat auch die Stadt Mainz Interesse bekundet, die Hymne als Mainzer Stadtfanfare zu adoptieren.

## Weitere Geschäftsbereiche
Zum Unternehmen gehört außerdem das Pianohaus Piano Alexander im Peter-Cornelius-Konservatorium.